# Tres Fronteras (Putumayo)
Tres Fronteras es una localidad peruana, ubicado en el distrito de Teniente Manuel Clavero, provincia de Putumayo, al norte del departamento de Loreto.

## Descripción
Tres Fronteras es la localidad más septentrional del Perú, muy cerca de la base militar de Güepí. El gobierno peruano utiliza a Tres Fronteras como puesto de vigilancia de las Fuerzas Armadas del Perú. Recibe su nombre por estar cerca del trifinio con Colombia y Ecuador.
Aunque es una localidad aislada, tiene migración colombiana, la presencia de las disidencias de las FARC-EP entre los inmigrantes dentro del poblado suele generar escaramuzas con el ejército peruano. La mayoría de pobladores son del conjunto étnico de los quechua pastaza.

## Comercio
Debido a su ubicación es un punto intermedio de pase mediante el río Putumayo entre el municipio colombiano de Puerto Leguízamo al sur y la ciudad ecuatoriana de Puerto El Carmen de Putumayo al norte.
Por su aislamiento, la moneda utilizada es el peso colombiano y la influencia cultural, especialmente del español ecuatoriano, es notable.

## Desarrollo
La calidad de vida en la localidad es deplorable, la mayoría de sus productos de primera necesidad lo consigue de los otros países, incluso las gestantes prefieren dar a luz en el lado colombiano para tener el DNI colombiano.
En 2013 el gobierno peruano informó que construirá un embarcadero fluvial en la localidad para poder facilitar el transporte tanto al interior de Loreto como a Colombia y Ecuador desde el pueblo.
El expresidente del Perú (2016-2018) Pedro Pablo Kuczynski visitó la localidad en 2015 como inició de su campaña para las elecciones generales de 2016, dichos comicios los ganó y desde el gobierno hizo gestiones para dotar a Tres Fronteras de «salud, agua potable y conectividad».